# Wybory prezydenckie w Libanie w 2008 roku
Wybory prezydenckie w Libanie odbyły się 25 maja 2008 roku. Dwunastym prezydentem Libanu został generał Michel Sulaiman. Wyboru dokonał 128-osobowy parlament.
24 listopada 2007 roku zakończyła się kadencja prezydenta Émile Lahouda. Trwający od września wewnętrzny kryzys polityczny nie pozwolił parlamentowi wybrać nowego prezydenta. Samo głosowanie przekładane było dziewiętnaście razy. Ostateczna data została ustalona po porozumieniu zawartym pomiędzy rządem Libanu a opozycyjnym Hezbollahem, które zostało zawarte w Dosze w Katarze.
Wyboru prezydenta dokonuje libańskie Zgromadzenie Narodowe większością zwykłą przy kworum wynoszącym 2/3 członków parlamentu. Wybory były przekładane ze względu na brak wymaganego kworum. Rywalizujący ze sobą kandydaci zgodzili się już wcześniej na to, by stanowisko prezydenta Libanu objął dowódca libańskiej armii – generał Michel Suleiman.

## Sytuacja przed wyborami
Termin wyborów prezydenckich został dziewiętnaście razy przekładany przez przewodniczącego Zgromadzenia Narodowego Nabiha Berri. Pierwotnie były one planowane na wrzesień 2007 roku. 23 listopada funkcję prezydenta Libanu przestał pełnić Émile Lahoud. Od tego dnia obowiązki prezydenta pełnił urzędujący premier Fouad Siniora.
Liban znalazł się w wewnętrznym kryzysie polityczny. Stronami sporu były prozachodni rząd kierowany przez Fuada Siniorę, który dysponuje większością parlamentarną, oraz popierana przez Syrię szyicka opozycja na czele z Hezbollahem, która jest na tyle silna, że może uniemożliwić zebranie kworum wynoszącego 2/3 członków parlamentu. 3 grudnia 2007 roku prorządowy Sojusz 14 Marca zaakceptował wysuniętą przez Hezbollah kandydaturę Suleimana na prezydenta.
Po uzgodnieniu Sulaimana jako kandydata kompromisowego, wybór prezydenta odkładano w parlamencie kilkanaście razy, gdyż koalicja i opozycja nie mogły osiągnąć zgody nad szczegółami porozumienia. Opozycja dążyła do połączenia elekcji prezydenckiej ze zgodą na powołanie nowego gabinetu, w którym miałaby zagwarantowane miejsce.
22 kwietnia w Kuwejcie odbyła się konferencja G8 i państw sąsiadujących z Irakiem, na której jednym z głównych tematów był wewnętrzny kryzys polityczny w Libanie. W spotkaniu uczestniczyli przedstawiciele Francji, Niemiec, Rosji, Stanów Zjednoczonych, Włoch, Wielkiej Brytanii, Arabii Saudyjskiej, Egiptu, Jordanii, Kuwejtu, Kataru, Libanu i Zjednoczonych Emiratów Arabskich. Ponadto – w spotkaniu udział wzięli również Wysoki Przedstawiciel Unii Europejskiej ds. wspólnej polityki zagranicznej i bezpieczeństwa, Javier Solana, sekretarz generalny Ligi Arabskiej – Amr Moussa oraz przedstawiciel Sekretarza Generalnego ONZ, Ban Ki-moona.
7 maja 2008 w Libanie wybuchły walki między opozycyjnym Hezbollahem a siłami rządowymi. Powodem było zamknięcie i przejęcie przez rząd wewnętrznej linii telekomunikacyjnej Hezbollahu. W zamieszkach w kraju zginęło około 65 osób. 21 maja 2008 przywódcy koalicji i opozycji zawarli porozumienie w czasie rozmów negocjacyjnych prowadzonych pod auspicjami Ligi Państw Arabskich w Doże w Katarze. Porozumienie  z Dohy przewidywało wybór Michela Sulaimana na stanowisko prezydenta Libanu, utworzenie wspólnego rządu jedności narodowej, wyrzeczenie się przez obie strony stosowania siły i przemocy oraz reformę systemu wyborczego.

## Porozumienie w Ad-Dauha
21 maja w Dosze w Katarze osiągnięto kompromis pomiędzy rządem Libanu pod przewodnictwem Fuada Siniory a opozycyjnym Hezbollahem. Rząd zgodził się na spełnienie dwóch warunków postawionych przez Hezbollah: prawa weta i przeprowadzenie kolejnych wyborów parlamentarnych na bazie malutkich dystryktów. Nowe prawo wyborcze ma pozwolić na klarowny podział wpływów w Bejrucie i wyłonienie jednego, niepodważalnego zwycięzcy w całym kraju.

## Wybory
Na 25 maja zaplanowano sesję parlamentu, podczas której doszło do głosowania nad wyborem prezydenta. Za wyborem Suleimana opowiedziało się 118 z 127 parlamentarzystów. Sześciu wstrzymało się od głosu, jeden głosował na parlamentarzystę Nassiba Lahuda, jeden na Jeana Obeida, jeden głos oddany został na zamordowanego w 2006 roku premiera Rafika al-Haririego i innych „męczenników”. Po ogłoszeniu wyników głosowania Suleiman został zaprzysiężony na prezydenta kraju przez marszałka Nabiha Berriego.

## Sytuacja po wyborach
Wybór prezydenta i rozpoczęcie prac przez parlament, który nie mógł się zebrać przez ostatnie półtora roku świadczyć mają o zakończeniu najpoważniejszego od czasu libańskiej wojny domowej z lat 1975–1990 kryzysu. W czasie głosowania obecni byli – emir i premier Kataru oraz ministrowie spraw zagranicznych Syrii, Arabii Saudyjskiej, Francji, Turcji, Egiptu i Iranu. Pierwszym zadaniem nowego prezydenta będzie wybór nowego premiera wskazanego przez większość parlamentarzystów.